# バルカン・アイアン・ワークス

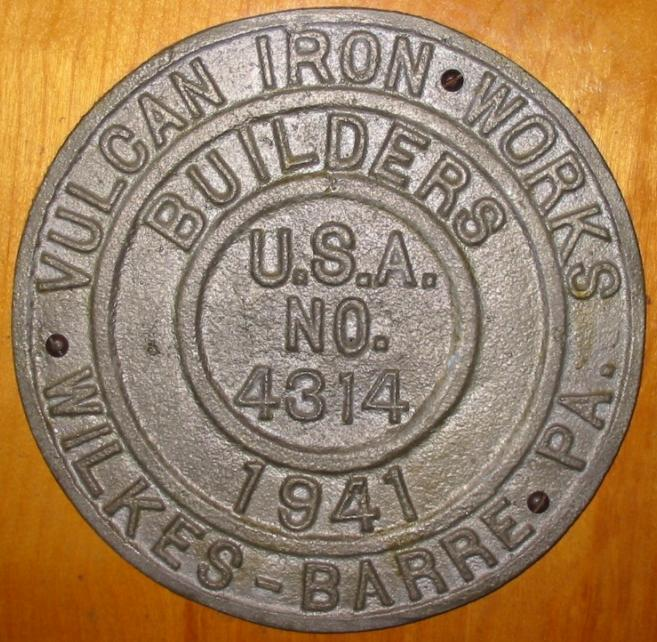
銘板

バルカン・アイアン・ワークス(Vulcan Iron Works。バルカン鉄工所とも)は、かつての米国の機関車製造会社である。1849年にRichard Jonesによって設立され、1954年に終了した。バルカン社は1920年代に最初の内燃式機関車である軸配置がB-Bの入換用ディーゼル-電気式機関車をカーネギー製鉄会社向けに54台生産した。社名が似ているが、英国の機関車製造会社であるバルカン・ファウンドリーとは関係は無い。